# Cassytha rufa
Cassytha rufa är en lagerväxtart som beskrevs av J.Z. Weber. Cassytha rufa ingår i släktet Cassytha och familjen lagerväxter. Inga underarter finns listade i Catalogue of Life.